# Forêts des basses-terres du Golfe du Saint-Laurent
Localisation
Les forêts des basses-terres du Golfe du Saint-Laurent sont une écorégion terrestre nord-américaine du type forêts tempérées d'arbres à feuilles caduques du World Wildlife Fund.

## Répartition
Cette écorégion recouvre l'Île-du-Prince-Édouard, les Îles de la Madeleine, la majeure partie du centre-est du Nouveau-Brunswick, le centre-ouest et la côte nord-ouest de la Nouvelle-Écosse.

## Climat
La température moyenne annuelle varie entre 4,5 °C et 6,5 °C.  La température estivale moyenne oscille entre 12 °C et 15,5 °C.

## Caractéristiques biologiques
Cette écorégion est une enclave feuillue dans les forêts de la Nouvelle-Angleterre et de l'Acadie. Les étés plus chauds, dus à la faible altitude de la région et l'influence maritime du golfe du Saint-Laurent, sont plus favorables à la croissance des essences feuillues. Les peuplements d'érables à sucre, de bouleaux jaunes et de hêtres d'Amérique sont toutefois souvent mêlés avec l'épinette rouge et le sapin baumier. Au Nouveau-Brunswick et au centre-ouest de la Nouvelle-Écosse, on rencontre également le pin blanc et la pruche du Canada. Les sites mal drainés abritent aussi l'orme d'Amérique, le frêne noir et l'érable rouge. Les forêts mixtes initiales de l'Île-du-Prince-Édouard étaient composées de chênes rouges, d'érables à sucre, de bouleaux jaunes et de hêtres d'Amérique. Les champs abandonnés sont cependant recolonisés par l'épinette blanche. Bien que les îles de la Madeleine bénéficient du même climat que l'écorégion continentale, les terres mal drainées qui y prévalent favorisent la croissance de l'épinette noire et du sapin baumier principalement.
Parmi les espèces rares qu'on retrouve dans cette écorégion, il y a : l’Aster laurentiana, le Coenonympha nipisiquit et l'Aster de Bathurst (Aster subulatus var. obtusifolius Michx.).  Les côtes abritent une importante population nicheuse de pluvier siffleur.

## Conservation
On estime que seulement 3 % des forêts de cette écorégion sont encore intactes et actuellement plus de 75 % de l'habitat est sévèrement altéré. Le degré de fragmentation est particulièrement élevé sur l'Île-du-Prince-Édouard et en Nouvelle-Écosse.  Dès le XIXe siècle, l'agriculture et l'exploitation forestière eurent un impact majeur sur le couvert forestier. S'ajoutent aujourd'hui à ces activités dommageables, l'urbanisation, la récolte de la tourbe et les activités récréatives, ces dernières en particulier le long des côtes.